# Owen Wilson
Owen Cunningham Wilson (ur. 18 listopada 1968 w Dallas) – amerykański aktor, scenarzysta i producent filmowy.

## Życiorys

### Wczesne lata
Pochodzi z rodziny irlandzkich katolików. Przyszedł na świat jako drugi syn Roberta Wilsona, realizatora reklam i operatora publicznej stacji telewizyjnej, i fotograf Laury Wilson. Ma dwóch braci-aktorów: starszego Andrew (ur. 1964) i młodszego Luke’a (ur. 1971).
W dzieciństwie i w okresie dojrzewania przysparzał swoim rodzicom wiele kłopotów. Został wyrzucony z prywatnej szkoły Texas’ St Mark’s w Dallas za oszustwo na egzaminie z geometrii. Jako nastolatek miał dwukrotnie złamany nos: pierwszy raz podczas szkolnej bójki, a drugi raz podczas gry w futbol z przyjaciółmi. Po ukończeniu Thomas Jefferson High School i St. Marks School of Texas w Dallas, uczęszczał do New Mexico Military Institute w Roswell w stanie Nowy Meksyk i University of Southern California w Los Angeles. W 1991 studiował język angielski na University of Texas w Austin.

### Kariera
Początkiem jego filmowej kariery był napisany wspólnie z Wesem Andersonem scenariusz do 13-minutowej opowieści o trzech złodziejaszkach amatorach (1994), który po dwóch latach doczekał się realizacji jako kinowa komedia przygodowa Trzech facetów z Teksasu (Bottle Rocket, 1996), a jego debiutancka rola nieudacznika Dignana przyniosła mu nagrodę Lone Star Film & Television w Dallas. Kolejny scenariusz duetu Anderson-Wilson do filmu Rushmore (1998) zdobył nagrodę Lone Star Film & Television, a następny do czarnej komedii Genialny klan (The Royal Tenenbaums, 2001) był nominowany do Oscara i nagrody Brytyjskiej Akademii Filmowej (BAFTA) w kategorii Najlepszy Oryginalny Scenariusz.
Po udziale w thrillerze przygodowym Anakonda (Anaconda, 1997) jako antropolog, filmie katastroficznym Armageddon (1998) w roli geologa, dramacie The Minus Man (1999) jako tajemniczy nieznajomy, thrillerze Nawiedzony – niektóre domy rodzą się złe (The Haunting, 1999), dramacie wojennym Za linią wroga (Behind Enemy Lines, 2001) jako stacjonujący na Bałkanach pilot amerykańskiej marynarki wojennej, jego żywiołem na ekranie stały się komedie. Najpierw zabłysnął w roli bandyty-nieudacznika, niepoprawnego podrywacza i przyjaciela Jackiego Chana w komediowym westernie przygodowm Kowboj z Szanghaju (Shanghai Noon, 2000) i jego sequelu Rycerze z Szanghaju (Shanghai Knights, 2003). Dużą popularność przyniosły mu komedie, w których zagrał razem z Benem Stillerem: Telemaniak (The Cable Guy, 1996), Wieczna północ (Permanent Midnight, 1998), Gorąca wizja i Jack (Heat Vision and Jack, 1999), Poznaj mojego tatę (Meet the Parents, 2000), Zoolander (2001) Zoolander 2 (2016) jako model Hansel, Genialny klan (The Royal Tenenbaums, 2001) w roli przyjaciela rodziny, Poznaj moich rodziców (Meet the Fockers, 2004) i w remake’u popularnego w latach 70. serialu Starsky i Hutch (Starsky & Hutch, 2004) jako obdarzony doskonałym instynktem i dużym poczuciem luzu detektyw Ken „Hutch” Hutchinson. Komedia sensacyjna Ja, szpieg (I Spy, 2002) zebrała słabe recenzje, a jego rola agenta federalnego, który wraz z Eddiem Murphy poszukuje zaginionego supermyśliwca, zdobyła nominację do antynagrody Złotej Maliny.
W barwnej adaptacji powieści Juliusza Verne’a W 80 dni dookoła świata (Around the World in 80 Days, 2004) pojawił się jako Wilbur, jeden z braci Wright, pionierów lotnictwa. Razem z Vince’em Vaughanem odebrał nagrodę MTV Movie Awards za stworzony znakomity ekranowy duet zatwardziałych kawalerów, podrywających dziewczyny na wybranych przyjęciach weselnych w komedii romantycznej Polowanie na druhny (The Wedding Crashers, 2005). W swej kolejnej komedii Ja, ty i on (You, Me And Dupree, 2006) wcielił się w drużbę i wiecznego kawalera, natarczywego współlokatora młodej pary.
Wystąpił w teledyskach Start The Commotion (1998) The Wiseguys i Yeah, yeah, yeah (2001) Uncle Kracker. Wziął udział w kilku reklamach radiowych piwa Heineken i Michelob Lite.
Wraz z Jackiem Blackiem, Willem Ferrellem, Benem Stillerem, Vince’em Vaughnem i Lukiem Wilsonem należy do paczki zwanej Frat Pack.

### Życie prywatne
Był związany z piosenkarką Sheryl Crow (1999–2001), aktorką Giną Gershon (od 2000 do stycznia 2002), aktorką Demi Moore (2002), striptizerką Caroliną Cerisolą (2004), siostrzenicą Donatelli Versace – Francescą i aktorką Winoną Ryder. Od września 2006 do 2007 związany był z aktorką Kate Hudson. 26 sierpnia 2007 roku próbował popełnić samobójstwo z powodu rozstania z Hudson; podciął sobie żyły i połknął garść tabletek uspokajających, a nieprzytomnego znalazł go jego brat, Andrew. Wilson w ciężkim stanie został przewieziony do szpitala św. Jana w Santa Monica w Kalifornii.
Z nieformalnego związku z Jade Duell ma syna Roberta Forda (ur. 14 stycznia 2011). Z trenerką osobistą Caroline Lindqvist ma syna Finna (ur. 30 stycznia 2014); kobieta wówczas była zamężna z innym mężczyzną.

## Filmografia

### Obsada aktorska
| Rok  | Tytuł filmu                                                             | Rola                                      |
| 1996 | Trzech facetów z Teksasu (Bottle Rocket)                                | Dignan                                    |
| 1996 | Telemaniak (The Cable Guy)                                              | chłopak Robin                             |
| 1997 | Anakonda (Anaconda)                                                     | Gary Dixon                                |
| 1998 | Armageddon                                                              | Oscar Choi                                |
| 1998 | Wieczna północ (Permanent Midnight)                                     | Nicky                                     |
| 1998 | Rushmore                                                                | Edward Applebee                           |
| 1999 | Nawiedzony (lub Nawiedzony – niektóre domy rodzą się złe; The Haunting) | Luke Sannerson                            |
| 1999 | The Minus Man                                                           | Vann Siegert                              |
| 1999 | Śniadanie mistrzów (Breakfast of Champions)                             | Monte Rapid                               |
| 1999 | Heat Vision and Jack                                                    | Heat Vision (głos)                        |
| 2000 | Poznaj mojego tatę (Meet the Parents)                                   | Kevin Rawley                              |
| 2000 | Kowboj z Szanghaju (Shanghai Noon)                                      | Roy O’Bannon                              |
| 2001 | Bobby kontra wapniaki (King of the Hill)                                | Rhett Van Der Graaf (głos)                |
| 2001 | Zoolander                                                               | Hansel McDonald/Leonard Mortimer Weitzman |
| 2001 | Za linią wroga (Behind Enemy Lines)                                     | Porucznik Chris Burnett                   |
| 2001 | Genialny klan (The Royal Tenenbaums)                                    | Eli Cash                                  |
| 2002 | Ja, szpieg (I Spy)                                                      | Alexander Scott                           |
| 2003 | Rycerze z Szanghaju (Shanghai Knights)                                  | Roy O’Bannon                              |
| 2004 | Podwodne życie ze Steve’em Zissou (The Life Aquatic With Steve Zissou)  | Ned Plympton                              |
| 2004 | W 80 dni dookoła świata (Around the World in 80 Days)                   | Wilbur Wright                             |
| 2004 | Starsky i Hutch (Starsky & Hutch)                                       | Ken Hutchinson                            |
| 2004 | Wielki skok (The Big Bounce)                                            | Jack Ryan                                 |
| 2005 | Polowanie na druhny (Wedding Crashers)                                  | John Beckwith                             |
| 2005 | Poznaj moich rodziców (Meet the Fockers)                                | Kevin Rawley                              |
| 2006 | Noc w muzeum (Night at the museum)                                      | Jet Jedi                                  |
| 2006 | Ja, ty i on (You, Me And Dupree)                                        | Randy Dupree                              |
| 2006 | Auta (Cars)                                                             | Zygzak McQueen (głos)                     |
| 2007 | Życie idioty (Trainwreck: My Life as an Idiot)                          | Jeff Nichols                              |
| 2007 | Pociąg do Darjeeling (The Darjeeling Limited)                           | Francis Whitman                           |
| 2008 | Marley i Ja (Marley & Me)                                               | John Grogan                               |
| 2008 | Drillbit Taylor: Ochroniarz amator                                      | Drillbit Taylor                           |
| 2009 | Noc w muzeum 2 (Night at the museum 2: Battle of the Smithsonian)       | Jedadiah                                  |
| 2009 | Community                                                               | Cool Chłopak                              |
| 2009 | Fantastyczny pan Lis (Fantastic Mr. Fox)                                | Coach Skip (głos)                         |
| 2010 | Poznaj naszą rodzinkę (Little Fockers)                                  | Kevin Rawley                              |
| 2010 | Skąd wiesz? (How Do You Know)                                           | Matty Reynolds                            |
| 2010 | Marmaduke – pies na fali (Marmaduke)                                    | Marmaduke (głos)                          |
| 2011 | Bez smyczy (Hall Pass)                                                  | Rick                                      |
| 2011 | Wielki rok (The Big Year)                                               | Kenny Bostick                             |
| 2011 | Auta 2 (Cars 2)                                                         | Zygzak McQueen (głos)                     |
| 2011 | O północy w Paryżu (Midnight in Paris)                                  | Gil                                       |
| 2013 | Stażyści (The Internship)                                               | Nick Campbell                             |
| 2013 | Skubani (Free Birds)                                                    | Reggie (głos)                             |
| 2013 | Grand Budapest Hotel                                                    | M. Chuck                                  |
| 2014 | Noc w muzeum: Tajemnica grobowca                                        | Jedediah Smith                            |
| 2015 | No Escape                                                               | Jack Dwyer                                |
| 2016 | Zoolander 2                                                             | Hansel McDonald                           |
| 2017 | Auta 3 (Cars 3)                                                         | Zygzak McQueen (głos)                     |
| 2017 | Cudowny chłopak (Wonder)                                                | Nate Pullman                              |
| 2017 | Bękarty (Father Figures)                                                | Kyle Reynolds                             |
| 2021 | Loki                                                                    | Mobius                                    |
| 2022 | Wyjdź za mnie (Marry Me)                                                | Charlie Gilbert                           |

### Scenariusz
- 2005: The Wendell Baker Story
- 2001: Genialny klan (The Royal Tenenbaums)
- 1998: Rushmore
- 1996: Trzech facetów z Teksasu (Bottle Rocket)
- 1994: Bottle Rocket

### Producent
- 2006: Ja, ty i on (You, Me and Dupree)
- 2001: Genialny klan (The Royal Tenenbaums)